# Tomaž Petaros
Tomaž Petaros, inženir, podjetnik, kulturni delavec, * 29. marec 1966, Trst.

## Življenje in delo
Rodil se je v Trstu, a je odraščal v Borštu, odkoder je njegova družina, oče Glavko, uradnik, mati Natalija (rojena Zahar). Obvezno šolanje je opravil v slovenskih šolah v rojstnem kraju, nato se je vpisal na Znanstveni licej Franceta Prešerna v Trstu, kjer je maturiral leta 1985. Nato je leta 1996 diplomiral na Univerzi v Trstu in postal elektronski inženir. Zaposlil se je najprej na podjetju Telit v Trstu, nato je s kolegi ustvaril podjetje Neonseven, kasneje je bil v več podjetjih vodja proizvodnje in odgovorni za poslovno načrtovanje ter trženje, bodisi v Sloveniji (Cosylab iz Ljubljane) kot v Italiji (Mipot iz Krmina) saj se je stalno izobraževal tudi v manegementu. Trenutno je zaposlen v mednarodnem podjetju, ki je vodilni svetovni ponudnik profesionalnih storitev za elektronske in računalniške visokotehnološke sisteme.
Že od malih nog je bil Tomaž Petaros pri STS - Slovenskih tržaških skavtih, nato pri SZSO - Slovenski zamejski skavtski organizaciji, ko je odrasel, je bil mnogo let voditelj pri najmlajši veji in je organiziral mnogo skavtskih taborov ter najrazličnejših pobud. Sodeloval je tudi z glasilom Jambor. Kasneje je ostal organizaciji blizu kot gospodar (oziroma odgovoren za opremo). Vključen je tudi v delovanje župnije v Borštu, kjer že vrsto let poje v cerkvenem pevskem zboru in sodeluje pri župnijskih prireditvah ter pomaga pri raznih opravilih.
Tomaž Petaros je blizu edini slovenski stranki v Italiji, SSk - Slovenska skupnost, kjer sodeluje tudi v pokrajinskem odboru. V mandatu med letoma 2004-09 je bil tudi občinski svetnik v občini Dolina, izvoljen je bil kot kandidat stranke Slovenske skupnosti na Občanski listi.
Tomaž Petaros je bil leta 2022 izvoljen v izvršni odbor SSO - Sveta slovenskih organizaciji. Na občnem zboru leta 2022 je bil izvoljen v odbor SDGZ - Slovenskega deželnega gospodarskega združenja, ki je stanovska organizacija podjetnikov, obrtnikov, trgovcev in samostojnih poklicev Slovencev v Italiji, leta 2025 pa potrjen v odboru. Leta 2025 je bil sprejet v upravni odbor Tržaškega knjižnega središča.